# Søren Knudsen
Søren Marius Knudsen (21. august 1878 i Glud – 15. november 1955 i Hornsyld) var en dansk tegner og folkemindesamler, og grundlægger af Glud Museum.
Søren Knudsen blev født i 1878 som søn af en tømrer i Glud tæt ved Horsens. Knudsen drog til søs som ung, men han vendte senere tilbage til Glud og blev udlært maler. Knudsen var meget interesseret i historie, bygninger og var desuden kreativ anlagt. Da han vandrede på valsen omkring år 1900, havde han med glæde bemærket, at landets historiske bygninger blev bevaret og holdt i stand. Da han i 1911 hørte, at en gammel gård fra 1600-tallet i Glud skulle rives ned, så han chancen for at gøre det samme for byggekulturen i hans lokalområde. Det lykkedes ham at mobilisere lokal økonomisk støtte, og han nedtog gården og genopførte på en grund tæt på hans eget hus. Det blev begyndelsen på Glud Museum, som åbnede i 1912, og som viser dansk bondekultur fra Juelsminde-halvøen. Han udvidede løbende museet, som havde 8 bygninger ved hans død i 1955.
Derudover var Knudsen en flittig tegner, som tegnede talrige bondegårde i lokalområdet, ligesom han i en årrække drev en tegneskole for børn og unge.
Knudsen var en markant personlighed, der med sit hidsige sind og stærke meninger, ofte kom i konflikter med sine omgivelser. Han var i flere omgange i 1920erne og 1930erne tvangsindlagt på Psykiatrisk hospital i Risskov. Konflikterne med omgivelserne medførte også, at han i 1922 blev frataget tegneskolen. Desuden blev han i 1930 afskediget af den museumsforening, som nu ejede Glud Museum. I 1943 blev han genansat som forstander på stedet.
Knudsen mødte dog også mange støtter og anerkendelser for sit store arbejde for at sikre dansk østjysk bondekultur for eftertiden.
Han var gift to gange og fik 7 børn. 

## Eksterne kilder og henvisninger
- G. Laursen, Bjerre Herredsbogen, 1963, Glud Museums Forlag
- Museum Ovartaci om Søren Knudsen Arkiveret 3. februar 2010 hos  Wayback Machine
- Søren Knudsen på gravsted.dk